# تولی پیر
تولی پیر (به انگلیسی: Tolipir) یک منطقهٔ مسکونی در پاکستان است که در کشمیر آزاد واقع شده‌است.